# Colapteroblatta aequa
Colapteroblatta aequa är en kackerlacksart som först beskrevs av Walker, F. 1868.  Colapteroblatta aequa ingår i släktet Colapteroblatta och familjen jättekackerlackor. Inga underarter finns listade i Catalogue of Life.